# كيتورولاك
كيتورولاك (بالإنجليزية: Ketorolac)، دواء يُباع تحت الاسمين التجاريين تورادول وبيورولاك، وهو مضاد التهاب غير ستيرويدي يستخدم في علاج الألم. يوصى باستعماله في حالات الألم المعتدل إلى الشديد خصوصًا لمدة لا تتجاوز ستة أيام. يؤخذ الدواء عبر الفم والأنف أو حقنًا وريديًا أو عضليًا، ويتوافر منه قطرات عينية. يبدأ تأثيره خلال ساعة ويستمر حتى ثماني ساعات.
تشمل التأثيرات الجانبية الشائعة كلًا من النعاس والدوار والألم البطني والتورم والغثيان. تتضمن التأثيرات الجانبية الخطيرة النزف الهضمي والقصور الكلوي والنوبة القلبية والتشنج القصبي والقصور القلبي والصدمة التأقية. لا يوصى باستخدامه خلال الفترة الأخيرة من الحمل أو الرضاعة الطبيعية. يعمل الدواء على إحصار إنزيم سيكلوأكسجيناز 1 و 2، وبالتالي ينقص من إنتاج البروستاغلاندينات.
سُجلت براءة اختراع كيتورولاك عام 1976 وحظي بموافقة الاستعمال الطبي عام 1989، وهو متاح بشكل دواء مكافئ. في عام 2018 احتل الدواء المرتبة 192 ضمن قائمة أكثر الأدوية الموصوفة في الولايات المتحدة بأكثر من 3 ملايين وصفة.

## الاستخدامات الطبية
يُستخدم كيتورولاك للتدبير قصير الأمد للألم المعتدل والشديد، ولا يوصف عادةً لأكثر من 5 أيام بسبب احتمال حدوث الأذية الكلوية المرافقة لاستخدامه. يُعد الدواء فعالًا عند إعطائه مع الباراسيتامول لضبط الألم عند حديثي الولادة لأنه لا يثبط التنفس لديهم على عكس الأفيونات. يُعطى كيتورولاك بالتشارك مع الأدوية الأفيونية لتخفيف الألم، ويُستخدم أيضًا لعلاج التهاب التامور مجهول السبب استنادًا إلى تأثيره المضاد للالتهاب.
يمكن تناول الدواء عبر الفم أو امتصاصه تحت اللسان أو حقنه عضليًا أو وريديًا أو عبر البخاخ الأنفي عند الحاجة للإعطاء الجهازي. يُعطى الدواء بدايةً عبر الحقن العضلي أو الوريدي، ويستمر العلاج به لاحقًا عبر الفم.
يمكن استخدام كيتورولاك بشكل قطرات عينية، ويمكن إعطاؤه خلال جراحة العين للمساعدة على تخفيف الألم، وهو فعال في علاج الحكة العينية. تنقص القطرات العينية من تطور الاستسقاء البقعي بعد جراحة الساد، ويمكن استخدامها لتدبير الألم الناجم عن خدوش القرنية.
يراقب الأطباء عادةً تظاهرات التأثيرات الجانبية المرافقة للعلاج، وتساعد الفحوص المخبرية واختبارات وظائف الكبد وزمن النزف وقياس نيتروجين يوريا الدم ومستويات الكرياتينين والشوارد المصلية على تحديد الاختلاطات المحتملة.

## مضادات الاستطباب
لا يُعطى كيتورولاك لمن يعانون من فرط حساسية منه أو حساسية متصالبة مع مضادات الالتهاب غير الستيرويدية الأخرى أو قبل الجراحة أو بوجود قصة سابقة لداء القرحة الهضمية أو نزف هضمي أو حساسية مفرطة للكحول أو سوء الوظيفة الكلوية أو النزف الوعائي الدماغي أو السلائل الأنفية أو الوذمة الوعائية أو الربو.
توجد توصيات تحذر من استخدام الدواء لدى من عانوا سابقًا من داء قلبي وعائي واحتشاء عضلة قلبية وسكتة دماغية وقصور قلبي واضطرابات تخثرية وقصور كلوي أو كبدي.

## التأثيرات الجانبية
تمثل الدوخة إحدى أشيع الأعراض المرافقة للدواء (أكثر من 10%)، بينما تشمل التأثيرات الجانبية النادرة تشوش الحس وتطاول زمن النزف والألم في موقع الحقن والفرفريات والتعرق واضطراب التفكير وزيادة إفراز الدموع (الدماع) والوذمة والشحوب وجفاف الفم واضطراب التذوق وزيادة تواتر التبول وارتفاع مستوى إنزيمات الكبد والحكة وغيرها. قد تضعف وظيفة الصفيحات عند استخدام الدواء.
قد تحدث نادرًا تأثيرات جانبية مميتة منها: السكتة الدماغية والنوبة القلبية والنزف الهضمي ومتلازمة ستيفنس جونسون وتقشر الأنسجة المتموتة البشروية التسممي والصدمة التحسسية. من ناحية السلامة الدوائية، يُعد كيتورولاك مضاد التهاب غير ستيرويدي عالي الخطر مقارنةً بالأسيكلوفيناك والسيليكوكسيب والإيبوبروفين.
يمكن أن يسبب الكيتورولاك (مثل جميع مضادات الالتهاب غير الستيرويدية الأخرى) تضيقًا باكرًا في القناة الشريانية لدى الرضع إذا تناولت الأم الدواء خلال الثلث الأخير من الحمل.
في أكتوبر 2020، طالبت إدارة الغذاء والدواء الأمريكية بتحديث الملصق الدوائي الخاص بجميع مضادات الالتهاب غير الستيرويدية ليصف خطورة الاضطرابات الكلوية لدى الرضع قبل الولادة والتي نجم عنها انخفاض حجم السائل الأمينوسي. أوصت الإدارة بتجنب هذه الأدوية خلال الحمل بدءًا من الأسبوع العشرين وحتى الولادة.